# アイク歓迎実行委員会
アイク歓迎実行委員会（アイクかんげいじっこういいんかい）は、1960年に新日米安全保障条約批准を記念したドワイト・D・アイゼンハワー大統領訪日を前に、左派による反発に対抗するために自由民主党安全保障委員会が組織した警備組織のこと。橋本登美三郎が委員長を務めた。
岸信介首相は、同じ元A級戦犯容疑者の児玉誉士夫を頼り、右翼団体や暴力団との仲介を得、テキ屋（暴力団）、旧軍人、消防団関係、宗教団体、右翼団体などが動員され、左翼の集会に殴り込みをかけさせた。この動きに伴い、黒塗りの街宣車で大音量の軍歌を流す典型的な「街宣右翼」が登場した。

## 経緯
1960年（昭和35年）6月初旬、右翼の小沼正から鶴友会会長の稲川角二に対して、同年6月19日に予定されていたアイゼンハワーの訪日に関して、現在の警察の警備力では不十分であり、任侠団体に警備の協力をしてもらいたいとの申し出が自由民主党筋からあったことが明かされたことから始まる。
アイゼンハワーと、昭和天皇・香淳皇后両名を乗せたオープンカーが、羽田から皇居までの18.7キロの道をパレードすることになっており、その沿道を2メートル間隔で警備するためには1万8700人の警備要員が必要になるが、警視庁警察官の数は2万4000人であり、警備に動員できる警察官の数は1万5000人が限度であり、必要な警備要員を確保する目途が立っていなかった。警視庁の大統領警衛警備事務推進委員会では、パトカー288台、私服警察官3000人、機動隊1500人を上記に加えて配備することを決定していたが、連日10万人単位のデモ隊が国会議事堂周辺に取り巻いており、その程度の警備力で抑止できる状況になかった。
そのような状況の中で、自由民主党安保委員会が組織したのが、「アイク歓迎対策実行委員会」である。稲川角二は小沼正からの要請に対して「俺たちは、常日頃、無駄飯を食っている人間だ。少しでも国のために協力できるなら、協力しなければならない」として、これを快諾している。稲川の兄貴分である横山新次郎も協力することになり、警備に必要な資金と装備の確保に奔走することになる。
デモ隊との対決に必要な戦闘服を、髙島屋から1万着購入し揃えたほか、ヘルメットを5000個買い集めている。武器に関しては、警察に配慮して3尺の樫の棒に紙の日の丸を付けて、アイゼンハワー訪日歓迎の日の丸に偽装して、いざという時には武器として使う手筈になっていた。稲川は静岡県と神奈川県の全てのバスを借り上げ、1万人の稲川組組員を輸送する準備も進めていた。
同年6月4日には、左翼学生と労働組合関係者による「6・4統一行動」が始まり、全国で560万人が参加していた。これに対して右翼側は、護国団関西本部青年行動隊26人が、尼崎市大物公園で行われていた「安保阻止尼崎市民決起大会」に参加していた日通労組員を木刀やバットで襲撃している。
「アイク歓迎対策実行委員会」は、右翼やヤクザだけでなく、数十人の博徒やテキヤの親分衆にも協力を打診し、尾津組の尾津喜之助と、極東関口組の初代会長である関口愛治を筆頭に、多数の親分集の協力を得ている。その後、代表5人が在日アメリカ大使館に赴いて「アイク歓迎」の意志を伝達し、元警視総監で東京街頭協同組合の顧問である田中栄一の紹介で、「アイク歓迎対策実行委員会」に合流している。
同年6月13日、50人近くのテキヤの親分集が集まり、部隊の名称を「全日本神農憂国同志会」と決定する。このほか、尾津、関口の連名による蹶起ビラが200万枚印刷されたほか、セスナとヘリコプターの手配も着々と進められた。「全日本神農憂国同志会」は警視庁との打ち合わせの結果、動員する1万5000人のテキヤを、3000人を一個部隊として、五個部隊編成し、うち四個部隊を芝の総評会館から御成門に、増上寺、芝園橋付近にそれぞれ配備することとし、残る一個部隊3000人を遊撃部隊とすることが決定した。これらの部隊には、大型トラック20台と、スピーカーを備えた指揮車1台が配備された。
住吉一家三代目総長である阿倍重作も、関東中の博徒の親分衆に動員をかけており、「アイク歓迎対策実行委員会」は稲川組などの博徒1万8000人、テキヤ1万人、旧軍人、消防関係、宗教団体など1万人、右翼団体4000人、その他5000人の動員が可能になるまでに膨れ上がっていた。
なお訪日は、6月10日に打ち合わせのため来日した大統領報道官ジェイムズ・ハガティが、羽田空港を出たところでデモ隊に囲まれて立ち往生、アメリカ海兵隊のヘリコプターで救出される騒ぎに発展した（「ハガチー事件」）ため取りやめとなっている。